# 李溢晉
李溢晉（Li Yat Chun Edward，1995年12月8日—），生於香港，香港足球運動員，司職守門員，現時效力香港超級聯賽球會東區。

## 球員生涯
李溢晉最初司職左後衛，但一次青年軍賽事當中因守門員缺席而臨危受命轉任守門員並表現良好，故從此轉型門將。後來他先後加入老牌球會流浪及南華的青年軍。
2014年，他加入東方青年軍。2015年7月16日，他遭外借至新成立兼以年輕組球員成的港超聯球會夢想駿其。他其後在對香港飛馬的聯賽，正選上陣錄得職業生涯的處子戰，而該場比賽駿其以0–3落敗。李溢晉於職業生涯首季在各項賽事錄得9場上陣機會，並協助駿其最終以第6名成績完成聯賽。
由於該會散班收場，他在2016年8月遭母會東方借用至冠忠南區。他在11月2日對港會的菁英盃首圈首度為南區上陣，結果協助南區以2–0勝出。惟及後香港足總證實南區不符合征戰亞洲賽的資格，故在2016年年底與其解約，並交還東方龍獅。
其後他因禁藥事件再遭東方解約，而他在停賽期間獲冠忠南區給予機會隨球會操練，並於2017年11月1日簽約加盟重新展開球員生涯。他隨即在11月17日對母會東方龍獅的聯賽獲球會列入後備名單，直到1月14日對傑志的聯賽因正選門將謝德謙受傷而令李溢晉獲教練給予機會，於停賽9個月後，首度為南區上陣。結果協助南區以2–2賽和對手，並在該賽事東網直播獲得最佳球員。
2020/21球季，班費加碼的標準流浪簽入李溢晉。他在聯賽與菁英盃獲得七次上陣機會。
2025/26球季結束後，升班馬東區簽入李溢晉。

## 禁藥事件
2017年2月21日，香港足球總會發出新聞通告指李溢晉藥檢失敗，判罰停賽2年，為香港足球史上首宗禁藥事件。
2017年3月16日，李溢晉上訴成功，獲減刑由原先停賽兩年改為停賽9個月。

## 榮譽
東方龍獅
- 香港高級組銀牌冠軍（2014–15季度）

## 外部連結
- 香港足球總會網頁球員註冊資料 （页面存档备份，存于）